# Parigi-Roubaix 1902
La Parigi-Roubaix 1902, settima edizione della corsa, fu disputata il 30 marzo 1902, per un percorso totale di 268 km. Fu vinta dal francese Lucien Lesna giunto al traguardo con il tempo di 9h32'29" alla media di 28,088 km/h davanti al connazionale Claude Chapperon e all'italiano Ambroise Garin.
Presero il via da Chatou 50 ciclisti (forse 53, da altre fonti), 31 di essi tagliarono il traguardo di Roubaix (furono 26 francesi, 4 belgi e 1 tedesco).

## Ordine d'arrivo (Top 10)
| Pos. | Corridore         | Squadra | Tempo      |
| ---- | ----------------- | ------- | ---------- |
| 1    | Lucien Lesna      | -       | 9h32'29"   |
| 2    | Édouard Wattelier | -       | a 7'31"    |
| 3    | Ambroise Garin    | -       | a 11'12"   |
| 4    | Claude Chapperon  | -       | a 20'59"   |
| 5    | Oscar Lepoutre    | -       | a 28'21"   |
| 6    | Jean Fischer      | -       | a 28'57"   |
| 7    | Philippe Leroux   | -       | a 33'07"   |
| 8    | Émile Paigie      | -       | a 38'31"   |
| 9    | Georges Pasquier  | -       | a 47'43"   |
| 10   | B. Barbe          | -       | a 1h04'31" |